# Bruno Maddox
Bruno Maddox (nacido en 1969) es un novelista y periodista británico, principalmente reconocido por su novela altamente aclamada por la crítica My Little Blue Dress (2001) y por sus artículos satíricos en distintas revistas. 
Luego de graduarse de la Universidad Harvard en 1992, Maddox comenzó su carrera criticando libros para The New York Times Book Review y The Washington Post Book World. A principios de 1996, fue contratado como editor en la revista Spy, y luego de pocos meses fue ascendido a editor en jefe, una posición que ocupó hasta que la revista dejó de publicarse, en 1998. Maddox escribió My Little Blue Dress entre 1999 y 2001. Desde su publicación, se ha focalizado en escribir artículos satíricos para revistas tales como GEAR y Travel + Leisure; también contribuye en una columna humorística mensual en la revista Discover llamada "Cegado por la Ciencia", en la cual relata su exposición temprana a la ciencia y a la tecnología. Maddox es también un editor contribuyente en la versión americana de la revista The Week.

## Primeros años
Maddox nació en Londres en 1969, hijo del editor del periódico Nature Sir John Maddox, escritor de ciencia y naturaleza, y de Brenda Maddox, biógrafa de Rosalind Franklin, W.B. Yeats, Nora Barnacle y muchos otros. Tiene una hermana, Bronwen, quien es periodista y Comentarista Extranjera en Jefe en The Times, hasta 2008. Maddox disfrutó de una vida privilegiada durante su infancia y juventud, debido al trabajo de su padre como editor de Nature, conociendo a algunos de los científicos más importantes de la época y cenando con figuras tales como James Watson y Sir Fred Hoyle.
A pesar de que la mayoría de los miembros de su familia eran científicos, Maddox estaba interesado en las humanidades cuando asistía a la Escuela Westminster, una escuela independiente sólo para varones de Londres. Maddox se mudó a Estados Unidos para estudiar literatura inglesa en la Universidad Harvard, graduándose en 1992. Publicó su primer y único artículo en el periódico universitario The Harvard Crimson durante su último año en la universidad. Ganó el premio Thomas Temple Hoopes por su tesis basada en "el uso de los adjetivos en los menúes de los restaurantes" titulado Maltese: A Gastrosophic Theory of Reading. Luego de graduarse, Maddox se mudó desde Cambridge, Massachusetts a Moscú, en donde trabajó durante tres semanas como editor de una revista rusa, y luego a Nueva York, en donde pasó dos años trabajando en diversos empleos, incluyendo uno de mensajero, entregando invitaciones a fiestas locales.
La carrera de Maddox como escritor comenzó en 1994, cuando comenzó a escribir críticas para The New York Times Book Review y The Washington Post, en donde desarrolló una reputación como escritor de críticas feroces, lo que luego lo ayudaría a conseguir su trabajo como editor en la revista Spy. Maddox describió su estilo de críticas a libros como "muy feroz", y bromeó con que "era un hombre de veintitantos años, frustrado, sentado en su habitación sintiendo ira hacia todos los escritores profesionales". Su última crítica para The Washington Post fue publicada a finales de 1996; sin embargo, continuó criticando para The New York Times hasta 1998, contribuyendo con unas pocas críticas más en lo sucesivo.
Al comienzo de Burbuja.com, Maddox consiguió un trabajo de tiempo completo en una compañía de tecnología de la información, en donde trabajó durante un año y medio.

## Trabajo como editor de la revistaSpy
A mediados de 1996, Maddox fue contratado como editor principal en la revista Spy, escribiendo una sátira mensual, en la ciudad de Nueva York. Spy había dejado de publicarse en 1994 pero fue resucitada rápidamente con nuevos dueños, Sussex Publishers Inc., quienes redujeron la frecuencia de la revista de diez a seis números por año. En Spy, Maddox fue asistido por el segundo editor Adam Lehner, un escritor de sátiras. En diciembre de 1996, Maddox fue ascendido a editor en jefe; su equipo editorial incluyó a Jared Paul Stern y, desde finales de 1997, al por en ese entonces guionista William Monahan.
Maddox quería convertir a Spy en una revista nacional en lugar de construirla en su legado de cubrir historias centradas en Nueva York. Según él, dos factores motivaron el cambio de mercado. Los objetos satíricos en los que solía focalizarse la revista, los "torpes villanos que se apuntan a sí mismos como blancos" en los 1980s, ya no estaban en la escena nacional. Mientras tanto, los "pecados de los '90s eran aquellos privados por un sentido de pureza", y eran más difíciles de exponer o ridiculizar.
A principios de 1998, Sussex Publishers incrementó la frecuencia de publicación de Spy de seis a nueve números en un año, en un esfuerzo de sumar lectores y añadir páginas. La circulación de Spy, sin embargo, continuó decayendo durante el tiempo que Maddox trabajó en ella, y en marzo de 1998, volvió a dejar de publicarse. El presidente de Sussex, John Colman concluyó diciendo que "a pesar del gran trabajo de Bruno y su equipo, no hubo aceptación por parte de los consumidores y publicistas, y necesitamos hacerlo cómodo en el ámbito de las finanzas." Maddox reconoció que "una revista satírica en Nueva York a finales de los '90s no tenía chances de tener éxito", ya que "todos eran muy modestos y evasivos".

## My Little Blue Dress
En 1999, Maddox vendió los derechos para su primera novela, My Little Blue Dress, a una editorial alemana basados en una propuesta de cinco páginas de fax, enviadas tras el consejo de su agente literario John Brockman. En una semana, Brockman logró vender los derechos de la novela a editoriales de ocho países más, enviando sólo la propuesta.

Fue una experiencia muy aterradora, repentinamente tenía la obligación legal de escribir una novela post-modernista extremadamente difícil sin haber escrito nunca antes. De forma estúpida, le dije que lo podría hacer en seis meses, lo cual era sólo una charla coloquial hasta que se convirtió en algo blanco y negro en mi contrato. Los seis meses pasaron y mi reputación como escritor en ese momento es un reflejo de los dos años y medio que pasé haciéndola más larga de lo que tendría que haberla hecho. Los holandeses lo cancelaron cuando llegó el nuevo milenio, y decidieron que era un libro del milenio, pero raramente lo habrían aceptado en noviembre de 1999, ya que era obviamente un libro del siglo XXI.

My Little Blue Dress fue publicado en 2001 por Viking Press, una imprenta de Penguin Group. La novela comienza como un memorial de una mujer de cien años de edad, pero varios capítulos más tarde se revela a sí misma como una parodia del género. El protagonista es un Bruno Maddox ficticio, quien trata desesperadamente de crear una falsificación de la memoria de una mujer mayor en una sola noche. Varios críticos de libros evitaron enfocarse en la sátira de la novela, pero otros hablaron casi exclusivamente de la misma, razonando que la editorial "revela todo en la envoltura del libro". La intriga de la novela yace en la misteriosa razón por la que el Maddox ficticio falisifica una memoria.
La crítica halagó My Little Blue Dress pero también expresó algunas reservas. Por ejemplo, Maria Russo de Salon.com dijo que la novela "es uno de aquellos experimentos literarios 'no lo intenten en casa' que fácilmente podría haberse convertido en un desastre imposible de leer y muy pretencioso", pero concluyó diciendo que Maddox "rompe la rutina con un escrito valiente". Emily Barton de The New York Times concedió que "por todos sus errores", Maddox entrega "una novela ganadora y enormemente entretenida".
En una entrevista, Maddox elogió la novela de 1991 de Bret Easton Ellis American Psycho, diciendo que obtuvo inspiración de los monólogos del protagonista Patrick Bateman sobre Phil Collins, restaurantes, ropa, y cómo remover sangre de las alfombras.